# Cratere Leoben
Leoben è un cratere sulla superficie di Marte.